# シャカ紀元
シャカ紀元（シャカきげん、śālivāhana śaka）は、インドの伝統的な暦であるヒンドゥー暦の暦元のひとつで、西暦78年を起点とする。サカ紀元とも呼ばれる。

## 概要
歴史的にインドではさまざまな紀年法が用いられたが、そのうちシャカ紀元はヴィクラマ紀元とともに現在もっとも広く使われている伝統的な暦元である。一般に、ヴィクラマ紀元が北方（ベンガル地方を除く）で、シャカ紀元が南インド一帯で使われる。ヴィクラマ紀元はシャカ紀元より135年前に置かれる。
シャカ紀元は通常0年からはじまるため、シャカ紀元から西暦を求めるには78または79を足せばよい。たとえばシャカ紀元の1916年は西暦1994年から1995年にあたる。碑文には「数え」で計算しているものもあり、この場合には77または78を足す。
1957年に制定されたインド国定暦はシャカ紀元を採用している。

## 歴史
シャカ紀元の由来は議論があるが明らかでない。クシャーナ朝のカニシカ1世によって立てられたという説が有力だが、クシャーナ朝の年代そのものに不明な点が多いために、証明に到っていない。ヴィクラマ紀元と異なってシャカ紀元は最初から「シャカ」（Śaka）の名で呼ばれており、1世紀の外来王朝と関係するのは確かである。
ヴィクラマーディティヤ王が2度めにシャカを破った年をシャカ紀元とするという伝説もあるが、明らかに後世の創作である。
後世には「シャカ」という語は異民族との結びつきが忘れられ、「年・紀元」を意味するようになった。ヴィクラマ紀元がヴィクラマーディティヤ王と結びつけられたのと同様、12世紀以降にはシャカ紀元がやはり伝説的なシャーリヴァーハナ王と結びつけて「シャーリヴァーハナ・シャカ」と呼ばれるようになった。
シャカ紀元が使われたことが確実な最古の碑文は400年（シャカ紀元322年）のものである。それ以前の西クシャトラパでも使われていた可能性があるが、確実ではない。
南インドでは前期チャールキヤ朝以来、碑文の紀年法の標準としてシャカ紀元が用いられている。